# Henning Segerros
Henning Erland Segerros, född 3 juni 1916 i Byske församling, Västerbottens län, död 21 juni 1995 i Täby församling, Stockholms län
, var en svensk trädgårdsarkitekt. 
Segerros, som var son till sågställare Erland Segerros och Karin Lundström, bedrev grundläggande studier i Tyskland samt avlade trädgårdsmästarexamen 1940 och hortonomexamen 1945. Han blev vägvårdskonsulent 1945 och bedrev egen konsulterande trädgårdsarkitektfirma från 1959. Han var konsult i Statens Järnvägars trädgårdsverksamhet. Han var ledamot av naturvårdsutredningar och ledde sakkunniguppdrag i Vattendomstolen om vattenkraftföretags inverkan på naturförhållanden. Han skrev artiklar i fackämnen.